# Chapelle Saint-Jean d'Aulnay-sous-Bois
La chapelle Saint-Jean d'Aulnay-sous-Bois est un lieu de culte catholique situé à Aulnay-sous-Bois.